# 男孩A
《男孩A》（英語：Boy A，又译男孩甲、蛮童之歌）是一部2007年的英国电影。影片改编自喬納森·崔格爾创作的获得评论界广泛好评的同名小说。小说的故事情节与英国的詹姆斯·巴杰尔谋杀案有诸多相似之处。影片在2007年多伦多国际电影节上首映，随后与同年11月26日在英国第四台首次在电视公开放映。
影片由約翰·克勞利执导，安德鲁·加菲尔德、凯蒂·里昂丝和彼得·穆兰主演。影片在北美由温斯坦影业发行。影片在2008年英国学术电视奖获得多项奖项和提名，其中包括安德鲁·加菲尔德凭借在影片中的表演获得最佳男主角。

## 剧情简介
影片一开始，被称作“男孩A”的24岁年轻人埃里克·威尔森（Eric Wilson，安德鲁·加菲尔德饰）刚刚从监狱中获释，化名为杰克·巴里奇（Jack Burridge）。影片讲述了埃里克获释之后的生活，而其中插叙的闪回镜头则交代了埃里克的身世背景。
童年时代的埃里克·威尔森（阿尔菲·欧文饰）经常被校园恶霸欺负。在菲利普·克雷格（Philip Craig，泰勒·多尔迪饰）救了他一次之后，二人逐渐成为了好友。菲利普是个不安分的孩子，经常招惹各种麻烦。二人的友情逐渐加深，在一起偷窃了一家商店之后，菲利普告诉埃里克称自己曾经被哥哥强奸过。两个男孩有一次在公园中游荡时，菲利普用一把小刀在公园的标志上刻划。一个女孩看到之后指责他破坏公物，称他是个“人渣”。菲利普和女孩开始争吵，然后上前用小刀划伤了女孩的手臂。菲利普随后强拉着女孩，把她拖到桥下。埃里克捡起菲利普丢下的小刀跟着他们走到到桥下。女孩最终被两人杀害，但片中没有表现具体是谁杀害了女孩，也没有表现犯案的具体过程。
案件迅速造成轰动，10岁的埃里克（化名“男孩A”）和菲利普被全国公众指责为“天性邪恶”，成为全社会憎恨的对象并接受了审判。在羁押候审期间，菲利普死在看守所中。他的死被认为是自杀，但埃里克坚信菲利普是被其他犯人杀害的。埃里克最终被判处监禁。
刑满释放后，埃里克获得了义工特里（Terry，彼得·穆兰饰）的帮助。特里一直在帮助出狱后重新融入社会。埃里克出狱后十分害羞，而且迫切地想重新成为一个守法公民，于是化名为杰克·巴里奇（Jack Burridge）展开了全新的生活。他找到了一份工作，和同事克里斯（Chris，肖恩·埃文斯饰）成为好友，还与办公室女孩米歇尔（Michelle，凯蒂·里昂丝饰）相恋。某日，他和克里斯二人在一场交通事故中救出了一个小女孩，并且迅速成为当地的英雄，当地的报纸也在报道中刊登出了二人的照片。埃里克希望向恋人米歇尔吐露自己过去的秘密，但特里劝他继续隐瞒自己的历史。特里认为埃里克一旦曝光自己的历史将会陷入十分危险的境地。有人悬赏20,000英镑寻找他出狱之后的下落，如果身份曝光的话，人们可能会攻击他。特里称埃里克隐瞒身份并不是不诚实之举，他向埃里克表示“埃里克已经成为历史了，杰克是一个全新的人”。
然而特里自己的儿子却一直对父亲心怀不满。他偷看了父亲的电脑，又看到了报纸上对埃里克刑满释放和杰克·巴里奇见义勇为的报道，发现了埃里克的真实身份。他嫉妒父亲和埃里克之间的亲密关系，便把埃里克的真实身份曝光了。埃里克于是被解雇，好友克里斯也和他疏远起来。埃里克希望联系到米歇尔，但她也不见了踪影。人们开始怀疑埃里克与她的失踪有关。尽管事实仅仅是米歇尔难以接受埃里克的真实身份，把自己锁在家中，断绝了外界联系。
埃里克在身份曝光后惊慌失措，不断给特里打电话寻求帮助，但始终没有人接听。记者和攻击他的人群也蜂拥而至，于是他为了躲开这些人而匆忙逃出家门，逃往另一座城市。埃里克在这里又遇到了米歇尔。米歇尔告诉他身份暴露一事与自己无关，但表示如果他当初能告诉自己真相的话会理解他。米歇尔随后离开了埃里克。影片结尾，埃里克向特里和克里斯的语音信箱中留下了告别的话语，然后站到了桥墩的边缘望向脚下的大海。结局暗示埃里克最终选择了自杀。

## 主要角色

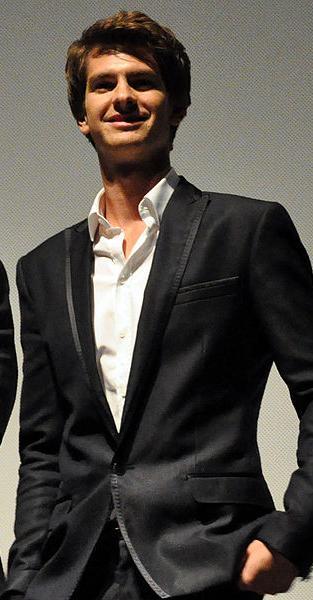
影片主演安德鲁·加菲尔德

- 安德鲁·加菲尔德 饰 埃里克·威尔森（Eric Wilson）/杰克·巴里奇（Jack Burridge），影片主角，曾犯下谋杀罪的少年犯，被称作“男孩A”，出狱后希望开始全新的生活。
- 阿尔菲·欧文（Alfie Owen） 饰 埃里克·威尔森（童年）
- 彼得·穆兰 饰 特里（Terry），帮助埃里克出狱后重回社会的义工。
- 凯蒂·里昂丝（英语：Katie Lyons） 饰 米歇尔（Michelle），埃里克的女友。
- 肖恩·埃文斯（英语：Shaun Evans） 饰 克里斯（Chris），埃里克的好友和同事。
- 泰勒·多尔迪（Taylor Doherty） 饰 菲利普·克雷格（Philip Craig），埃里克的童年好友，谋杀案的同案犯。

## 反响与评价
影片与轰动英国的詹姆斯·巴杰尔谋杀案有诸多相似之处，小说原著的灵感也正是来自此案。在这一案件中，两名年仅10岁的男童谋杀了一名年仅2岁的婴儿，社会媒体也对两名儿童大肆报道，引发公众关注。但影片的制作人却否认了影片与这一案件有任何联系。
影片在第四台首播时有140万观众收看，观众和评论界也对影片给出基本正面的评价，认为影片“大胆”、“有深度”、“有野心”。截至2014年7月，影片在烂番茄网站上获得了59名影评人的评价，其中88%给出了正面评价；88%的观众也对影片表示积极评价。Metacritic网站基于22名影评人的评价给影片打出了75分（满分100分）的分数。评论家认为影片“简单纯净”，多使用“孤独的长镜头”，讲述了一个“救赎的故事”，并赞扬了编剧马克·奥罗韦和男主演安德鲁·加菲尔德很好地“塑造了杰克纠结的情感”：重回社会的激动、害怕身份曝光的恐惧、对自己犯下罪行的愧疚，以及对自己出狱之后的小小成就的自豪。然而同时也有评论家认为影片对杰克“不谙世事”的描写有些过度夸张，剧情也不够清晰，“含糊其辞令人不满”。

## 获得奖项
| 年度   | 獎項           | 獲提名者            | 分类                        | 结果 | 参考来源                                 |
| ------ | -------------- | ------------------- | --------------------------- | ---- | ---------------------------------------- |
| 2008年 | 英国学术电视奖 | 安德鲁·加菲尔德     | 最佳男主角                  | 獲獎 | [ 8 ] [ 14 ] [ 15 ] [ 16 ] [ 17 ] [ 18 ] |
| 2008年 | 英国学术电视奖 | 約翰·克勞利         | 最佳导演－虚构/娱乐类       | 獲獎 | [ 8 ] [ 14 ] [ 15 ] [ 16 ] [ 17 ] [ 18 ] |
| 2008年 | 英国学术电视奖 | 罗伯·哈代           | 最佳摄影及灯光－虚构/娱乐类 | 獲獎 | [ 8 ] [ 14 ] [ 15 ] [ 16 ] [ 17 ] [ 18 ] |
| 2008年 | 英国学术电视奖 | 露西娅·祖凯蒂       | 最佳剪辑－虚构/娱乐类       | 獲獎 | [ 8 ] [ 14 ] [ 15 ] [ 16 ] [ 17 ] [ 18 ] |
| 2008年 | 英国学术电视奖 | 《男孩A》           | 最佳剧情类单集              | 提名 | [ 8 ] [ 14 ] [ 15 ] [ 16 ] [ 17 ] [ 18 ] |
| 2008年 | 英国学术电视奖 | 马克·奥罗韦（编剧） | 最具突破人才                | 提名 | [ 8 ] [ 14 ] [ 15 ] [ 16 ] [ 17 ] [ 18 ] |
| 2008年 | 英国学术电视奖 | 帕迪·坎宁           | 最佳原创配乐                | 提名 | [ 8 ] [ 14 ] [ 15 ] [ 16 ] [ 17 ] [ 18 ] |
| 2008年 | 广播记者工会奖 | 《男孩A》           | 最佳剧情类单集              | 獲獎 | [ 19 ] [ 20 ]                            |
| 2008年 | 广播记者工会奖 | 安德鲁·加菲尔德     | 最佳男主角                  | 提名 | [ 19 ] [ 20 ]                            |